# 飯能ゴルフクラブ
飯能ゴルフクラブ（はんのうゴルフクラブ）は、 埼玉県飯能市芦苅場に広がるゴルフ場である。

## 概要
埼玉県飯能市芦苅場にゴルフ場の建設計画が持ち上がったのが、1955年（昭和30年）、日本セメント株式会社の工場の計画が進められていた、しかし、地元から反対運動がおこり、その計画は実現しなかった。その後、大東文化大学の移転の計画があったが、平島敏夫が現地を見てゴルフ場の建設を提案した。
新たなゴルフ場の建設に向けて、1959年（昭和34年）1月、「株式会社飯能ゴルフ倶楽部」が設立され、「飯能ゴルフクラブ」は東谷傳次郎などで進められた。1957年（昭和32年）、飯能市に対しゴルフ場の建設を申入れ、市が賛同し協力を約束したことに始まる。
1957年（昭和32年）2月、コース設計は、井上誠一の後を受けて「鷹之台カンツリー倶楽部」を開場させた和泉一介に、クラブハウスの設計を株式会社中山克己建築設計事務所に依頼した。1960年（昭和35年）10月28日、18ホール規模の株主会員制のゴルフ倶楽部が開場した。コースは、歴史を感じさせる古木により各ホールが仕切られ、バンカーが巧みに配された林間コースである。ゴルフ場の中ではオーソドックスな設計である。
日本の女子プロゴルフメジャー大会の1つ、日本ゴルフ協会主催競技でもあり、日本選手権大会に相当する、日本女子オープンゴルフ選手権競技大会などの大会開催の実績がある。

## 所在地
〒357-0013 埼玉県飯能市芦苅場495番地　

## コース情報
- 開場日 - 1960年10月28日
- 設計者 - 和泉 一介
- 面積 - 769,000m2（約23.3万坪）
- コースタイプ - 林間コース
- コース - 18ホールズ、パー72、6,910ヤード、コースレート73.0
- グリーン - 2グリーン、ベント（ペンクロス）
- プレースタイル - 到着順スタート、乗用カート(5人乗り)、自走式、全組キャディ付き
- 練習場 - 12打席 270ヤード
- 休場日 - 毎週月曜日、12月31日、1月1-2日[4][5]

## クラブ情報
- ハウス面積 - 2,333m2（705.7坪）
- ハウス設計 - 株式会社中山克己建築設計事務所
- ハウス施工 - 池田建設株式会社[4][5]

## ギャラリー
- コース - 「飯能ゴルフクラブ」、コース紹介
- ハウス - 「飯能ゴルフクラブ」、施設紹介

## 交通アクセス
- 鉄道 - 西武池袋線 - 飯能駅よりタクシー利用 約15分
- 道路 - 圏央道 - 狭山日高ICより 1km[6]

## メジャー選手権
- 2000年（平成12年） - 第33回 日本女子オープンゴルフ選手権競技大会[7]

## エピソード
- コース設計した和泉一介は、「ハンデキャップ15を念頭に造った」と、開場後語っている。「霞ヶ関カンツリー倶楽部」、「東京ゴルフ倶楽部」よりも難しいという声が意外と多い[8]。
- 飯能ゴルフクラブがある入間台地には、「東京ゴルフ倶楽部」、「霞ヶ関カンツリー倶楽部」、「武蔵カントリークラブ」、「日高カントリークラブ」など名門のゴルフ場が6コースがある[8]。

## 関連文献
- 『二十年の歩み』、「飯能ゴルフクラブ年誌編纂特別部会編、東京 飯能ゴルフクラブ、1980年12月、2020年10月25日閲覧
- 『月刊ゴルフマネジメント』、「ゴルフ倶楽部を考える(第241回)飯能ゴルフクラブの創設 日本ゴルフコース100年史」、井上勝純著、東京 一季出版、2006年5月、2020年10月25日閲覧
- 『月刊ゴルフマネジメント』、「ゴルフ倶楽部を考える(第242回)飯能ゴルフクラブの発展 日本ゴルフコース100年史」、井上勝純著、東京 一季出版、2006年6月、2020年10月25日閲覧
- 『飯能ゴルフクラブ50年のあゆみ Hanno Golf Club 50th anniversary 1960-2010 資料編』、飯能ゴルフクラブ50年史編纂委員会編、飯能 飯能ゴルフ倶楽部、2011年3月、2020年10月25日閲覧
- 『美しい日本のゴルフコース BEAUTIFUL GOLF CULTURE IN JAPAN 日本のゴルフ110年記念 ゴルフは日本の新しい伝統文化である』、ゴルフダイジェスト社「美しい日本のゴルフコース」編纂委員会編、「飯能ゴルフクラブ」、東京 ゴルフダイジェスト社、2013年12月、2020年10月25日閲覧